# Salmis, Iniö
Salmis med Getholm och Holmen är en ö i Finland. Den ligger i Skärgårdshavet och i kommunen Pargas i den ekonomiska regionen  Åboland i landskapet Egentliga Finland, i den sydvästra delen av landet. Ön ligger omkring 54 kilometer väster om Åbo och omkring 200 kilometer väster om Helsingfors.
Öns area är 1,78 kvadratkilometer och dess största längd är 2 kilometer i öst-västlig riktning. Ön höjer sig omkring 30 meter över havsytan.

## Sammansmälta delöar
- Salmis 60°19′33″N 21°17′31″Ö / 60.32584°N 21.29201°Ö
- Getholm 60°19′48″N 21°17′56″Ö / 60.32997°N 21.29876°Ö
- Holmen 60°19′48″N 21°16′39″Ö / 60.33013°N 21.27756°Ö

## Klimat
Inlandsklimat råder i trakten. Årsmedeltemperaturen i trakten är 4 °C. Den varmaste månaden är juli, då medeltemperaturen är 16 °C, och den kallaste är januari, med −8 °C.